# Ford EcoBoost 300
| Provas NASCAR - Xfinity Series 2019             |
| Temporada Regular                               |
| ----------------------------------------------- |
| 1. PowerShares QQQ 300 (Daytona)                |
| 2. Rinnai 250 (Atlanta)                         |
| 3. Boyd Gaming 300 (Las Vegas)                  |
| 4. NXS Race at ISM Raceway (Phoenix)            |
| 5. NXS Race at Auto Club Speedway (Auto Club)   |
| 6. My Bariatric Solutions 300 (Texas)           |
| 7. NXS Race at Bristol (Bristol)                |
| 8. ToyotaCare 250 (Richmond)                    |
| 9. Sparks Energy 300 (Talladega)                |
| 10. NXS Race at Dover (Dover)                   |
| 11. Alsco 300 (Charlotte)                       |
| 12. Pocono Green 250 (Pocono)                   |
| 13. LTi Printing 250 (Michigan)                 |
| 14. NXS Race at Iowa (Iowa)                     |
| 15. Camping World 300 (Chicagoland)             |
| 16. Coca-Cola Firecracker 250 (Daytona 2)       |
| 17. Alsco 300 (Kentucky)                        |
| 18. Lakes Region 200 (New Hampshire)            |
| 19. U.S. Cellular 250 (Iowa 2)                  |
| 20. Zippo 200 at The Glen (Watkins Glen)        |
| 21. Mid-Ohio 170 (Mid-Ohio)                     |
| 22. Food City 300 (Bristol 2)                   |
| 23. Road America 180 (Road America)             |
| 24. Sport Clips Haircuts VFW 200 (Darlington)   |
| 25. Lilly Diabetes 250 (Indianápolis)           |
| 26. DC Solar 300 (Las Vegas 2)                  |
| Provas dos Playoffs                             |
| Round of 12                                     |
| 27. Go Bowling 250 (Richmond 2)                 |
| 28. Drive for the Cure 200 (Charlotte - Roval)  |
| 29. NXS Race at Dover (Dover 2)                 |
| Round of 8                                      |
| 30. Kansas Lottery 300 (Kansas)                 |
| 31. O'Reilly Auto Parts 300 (Texas 2)           |
| 32. DAV 200 (Phoenix 2)                         |
| Championship 4                                  |
| 33. Ford EcoBoost 300 (Homestead-Miami)         |
| Provas inativas/extintas                        |
| 5-Hour Energy 250 (2010)                        |
| CampingWorld.com 300 (2004-2010)                |
| Corona México 200 (2005-2008)                   |
| Federated Auto Parts 300 (2002-2011)            |
| Kroger 200 (1982-2011)                          |
| Kroger On Track for the Cure 250 (1999-2009)    |
| Missouri-Illinois Dodge Dealers 250 (1997-2010) |
| NAPA Auto Parts 200 (2007-2012)                 |
| Nashville 300 (2001-2011)                       |
| NorthernTool.com 250 (1984-1985, 1993-2009)     |
| Owens Corning AttiCat 300 (2011-2015)           |

A Ford EcoBoost 300 é uma corrida de 300 milhas que encerra a temporada da NASCAR Xfinity Series em Homestead, na Flórida. Faz parte da Ford Champioship Week ou (Semana do Campeonato), junto com a Ford EcoBoost 200 que encerra a NASCAR Camping World Truck Series e a Ford EcoBoost 400 que encerra a NASCAR Sprint Cup, as três são realizadas no mesmo final de semana, o que faz jus ao nome de Semana do Campeonato.

## Vencedores
| Ano   | Data           | Piloto          | Equipe                   | Montadora | Distância | Distância     | Tempo Total | Velocidade Média (mph) |
| Ano   | Data           | Piloto          | Equipe                   | Montadora | Voltas    | Milhas (km)   | Tempo Total | Velocidade Média (mph) |
| ----- | -------------- | --------------- | ------------------------ | --------- | --------- | ------------- | ----------- | ---------------------- |
| 1995  | 5 de Novembro  | Dale Jarrett    | Dale Jarrett             | Ford      | 200       | 300 (482.803) | 3:16:28     | 92.229                 |
| 1996  | 3 de Novembro  | Kevin Lepage    | Lepage Racing            | Chevrolet | 200       | 300 (482.803) | 2:32:04     | 119.158                |
| 1997* | 9 de Novembro  | Joe Nemechek*   | NEMCO Motorsports        | Chevrolet | 200       | 300 (482.803) | 2:39:26     | 112.9                  |
| 1998  | 15 de Novembro | Jeff Burton     | Roush Racing             | Ford      | 200       | 300 (482.803) | 2:18:53     | 129.605                |
| 1999  | 13 de Novembro | Joe Nemechek    | NEMCO Motorsports        | Chevrolet | 200       | 300 (482.803) | 2:24:28     | 124.596                |
| 2000  | 11 de Novembro | Jeff Gordon     | JG Motorsports           | Chevrolet | 200       | 300 (482.803) | 2:23:29     | 125.45                 |
| 2001  | 10 de Novembro | Joe Nemechek    | NEMCO Motorsports        | Chevrolet | 200       | 300 (482.803) | 2:16:10     | 132.191                |
| 2002  | 16 de Novembro | Scott Wimmer    | Bill Davis Racing        | Pontiac   | 200       | 300 (482.803) | 2:25:42     | 123.542                |
| 2003  | 15 de Novembro | Kasey Kahne     | Akins Motorsports        | Ford      | 200       | 300 (482.803) | 2:28:18     | 121.376                |
| 2004  | 20 de Novembro | Kevin Harvick   | Richard Childress Racing | Chevrolet | 202*      | 303 (487.631) | 2:45:22     | 110.482                |
| 2005* | 19 de Novembro | Ryan Newman     | Penske Racing            | Dodge     | 200       | 300 (482.803) | 2:24:41     | 124.41                 |
| 2006  | 18 de Novembro | Matt Kenseth    | Roush Racing             | Ford      | 200       | 300 (482.803) | 2:22:16     | 126.523                |
| 2007* | 17 de Novembro | Jeff Burton     | Richard Childress Racing | Chevrolet | 200       | 300 (482.803) | 2:39:59     | 112.512                |
| 2008  | 15 de Novembro | Carl Edwards    | Roush Fenway Racing      | Ford      | 200       | 300 (482.803) | 2:33:24     | 117.34                 |
| 2009  | 21 de Novembro | Kyle Busch      | Joe Gibbs Racing         | Toyota    | 200       | 300 (482.803) | 2:21:49     | 126.924                |
| 2010  | 20 de Novembro | Kyle Busch      | Joe Gibbs Racing         | Toyota    | 200       | 300 (482.803) | 2:42:32     | 110.747                |
| 2011  | 19 de Novembro | Brad Keselowski | Penske Racing            | Dodge     | 200       | 300 (482.803) | 2:30:47     | 119.377                |
| 2012  | 17 de Novembro | Regan Smith     | JR Motorsports           | Chevrolet | 200       | 300 (482.803) | 2:19:44     | 128.817                |
| 2013  | 16 de Novembro | Brad Keselowski | Penske Racing            | Ford      | 200       | 300 (482.803) | 2:45:06     | 109.025                |
| 2014  | 15 de Novembro | Matt Kenseth    | Joe Gibbs Racing         | Toyota    | 206*      | 309 (497.287) | 2:40:36     | 115.442                |
| 2015  | 21 de Novembro | Kyle Larson     | HScott Motorsports       | Chevrolet | 200       | 300 (482.803) | 2:20:20     | 128.266                |
| 2016  | 19 de Novembro | Daniel Suárez   | Joe Gibbs Racing         | Toyota    | 200       | 300 (482.803) | 2:34:34     | 116.455                |
| 2017  | 18 de Novembro | Cole Custer     | Stewart-Haas Racing      | Ford      | 200       | 300 (482.803) | 2:12:13     | 136.14                 |
| 2018  | 17 de Novembro | Tyler Reddick   | JR Motorsports           | Chevrolet | 200       | 300 (482.803) | 2:08:06     | 140.515                |

- 1997: Depois de seu irmão John Nemechek falecer em uma corrida nessa mesma pista, no início do ano, Joe Nemechek consegue uma vitória com grande valor emocional, no encerramento da temporada, 9 meses depois de seu irmão falecer em um acidente nessa mesma pista.
- 2004 & 2014: Corridas estendidas devido a green-white-checker finishes.
- 2005: Primeira corrida noturna.
- 2007: Última corrida sobre o patrocínio Anheuser-Busch.
- 2009: Kyle Busch vence a corrida e o título.

Notas sobre a configuração da pista:
- 1995–1996: Oval Retangular
- 1997–2002: Oval Standard com curvas flat (sem inclinação)
- 2003–presente: Oval Standard com inclinação progressiva nas curvas

| Sequência das Provas | Sequência das Provas | Sequência das Provas | Sequência das Provas | Sequência das Provas |
| DAV 200              | <<                   | Ford EcoBoost 300    | >>                   | PowerShares QQQ 300  |
| -------------------- | -------------------- | -------------------- | -------------------- | -------------------- |